# SBIRS

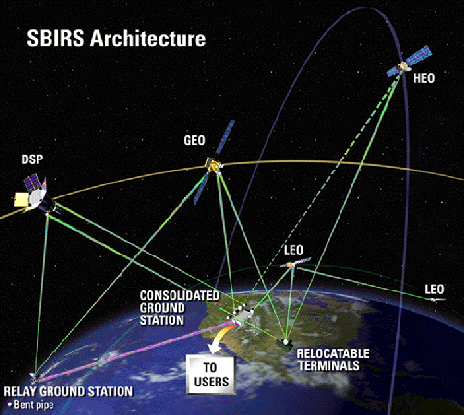
Конфигурация системы SBIRS: GEO, HEO и Low компоненты

SBIRS (англ. Space-Based Infrared System — инфракрасная система космического базирования) — американская двухкомпонентная комплексная космическая система раннего обнаружения пусков баллистических ракет (СПРН) нового поколения. Кроме контроля космических запусков, система предназначена для определения траектории их полёта, идентификации боевых частей и ложных целей, выдачи целеуказания для перехвата, а также ведения разведки над территорией военных действий в инфракрасном диапазоне.
Работы по её созданию были начаты ещё в середине 1990-х годов и должны были завершиться в 2010 году, однако по состоянию на начало 2018 года на орбиту выведены только 4 спутника верхнего эшелона на эллиптических орбитах (HEO) и 4 геостационарных спутника (GEO).
Министерством обороны США было принято решение не достраивать орбитальную группировку SBIRS, а сосредоточиться на ускоренном создании системы новейшего поколения. Проектом оборонного бюджета США на 2019 финансовый год было предусмотрено выделение средств на разработку и развёртывание в космосе новой спутниковой группировки раннего предупреждения о ракетном нападении в связи с «новой растущей угрозой гиперзвуковых и крылатых ракет». Разработку намечено завершить к 31 декабря 2022 года. Речь идёт о программе NGOPIR (Next Generation Overhead Persistent Infrared), которая должна прийти на смену системе спутников SBIRS.

## История создания
В 1991 году Министерство обороны США, анализируя запуски Ираком баллистических ракет малого радиуса действия во время войны в Персидском заливе, пришло к заключению, что существующие системы противоракетной обороны (ПРО) и систем оповещения о космических запусках требуют доработки в части обеспечения оперативной информации о пусках ракет ближнего и среднего радиуса действия.
В 1994 году Министерство обороны США исследовало возможность объединения различных инфракрасных систем космического базирования для нужд ПРО. Результатом данного исследования было принятие решения о создании системы SBIRS на замену существующей системы ПРО — DSP (англ. Defense Support Program — Программа оборонной поддержки). Система DSP создавалась в 1970 году как система стратегического наблюдения и система раннего оповещения о пусках межконтинентальных баллистических ракет (МБР) дальнего действия.
По состояниею на 2013 год Министерство обороны США располагает пятью спутниками DSP системы предупреждения о ракетном нападении SEWS (англ. Satellite Early Warning System). Спутники развёрнуты на геосинхронных орбитах и позволяют регистрировать пуски ракет через 40—50 секунд, а также определять траектории их полёта на активном участке.
СПРН SBIRS должна заменить SEWS. Она обеспечит обнаружение ракет менее чем через 20 секунд после старта и позволит идентифицировать боевые части и ложные цели на среднем участке траектории.
2 июня 2009 года Lockheed Martin объявила о заключении контракта на изготовление третьего комплекса полезной нагрузки системы SBIRS-HEO и третьего спутника системы SBIRS-GEO, а также на модернизацию целевого оборудования наземных станций слежения. 10 июля 2009 года Lockheed Martin получила $ 262 500 000 от ВВС США в качестве первоначального взноса на покупку четвёртого спутника системы.
Первый спутник программы SBIRS-GEO, GEO-1, был успешно запущен 7 мая 2011 года с мыса Канаверал, при помощи ракеты-носителя Атлас-5 401.

## Структура
Программа SBIRS проектировалась как комплексная система независимых компонентов и состоит из таких систем:
- SBIRS High — группировка спутников с инфракрасным оборудованием на борту на геостационарной (SBIRS-GEO) и высоко-эллиптической (SBIRS-HEO) орбитах;
- SBIRS Low — группировка спутников на низкой околоземной орбите;
- Комплекс наземного оборудования.

### SBIRS High
Компонент SBIRS High вместе с системой DSP предоставляет возможность наблюдения за космическими стартами с большой высоты.
Данный компонент состоит из двух подсистем:
- SBIRS-GEO — группировка спутников на геостационарной орбите;
- SBIRS-HEO — комплекс инфракрасного оборудования, размещённого, как дополнительная полезная нагрузка, на американских военных спутниках на высоко-эллиптических орбитах.

По состоянию на 2013 год компонент SBIRS High предполагает использование 6 геостационарных спутников и 4 полезные нагрузки на смежных космических аппаратах.

#### SBIRS-GEO

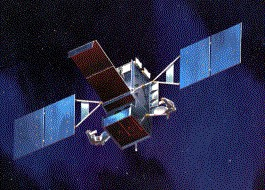
SBIRS High GEO

Компонент SBIRS-GEO реализовывается на основе самостоятельных спутников на геостационарной орбите. Генеральными подрядчиками по программе SBIRS-GEO являются компании Lockheed Martin и Northrop Grumman. Спутники данной компоненты создаются на основе спутниковой платформы A2100M, разработанной компанией Lockheed Martin. Масса спутников около 4500 кг и основной полезной нагрузкой являются два специальных инфракрасных сенсора SBIRS.
| Список спутников серии SBIRS-GEO | Список спутников серии SBIRS-GEO | Список спутников серии SBIRS-GEO | Список спутников серии SBIRS-GEO | Список спутников серии SBIRS-GEO | Список спутников серии SBIRS-GEO | Список спутников серии SBIRS-GEO | Список спутников серии SBIRS-GEO | Список спутников серии SBIRS-GEO |
| №                                | Название                         | Номер в серии                    | Дата запуска (UTC)               | Ракета-носитель                  | NSSDC ID                         | SCD                              | Стартовый комплекс               | Результат                        |
| -------------------------------- | -------------------------------- | -------------------------------- | -------------------------------- | -------------------------------- | -------------------------------- | -------------------------------- | -------------------------------- | -------------------------------- |
| 1                                | SBIRS-GEO-1                      | USA-230                          | 7 мая 2011                       | Атлас-5 401 AV-022               | 2011-019A                        | 37481                            | Канаверал, SLC-41                | Успех                            |
| 2                                | SBIRS-GEO-2                      | USA-241                          | 19 марта 2013                    | Атлас-5 401 AV-037               | 2013-011A                        | 39120                            | Канаверал, SLC-41                | Успех                            |
| 3                                | SBIRS-GEO-3                      | USA-273                          | 21 января 2017                   | Атлас-5 401 AV-066               | 2017-004A                        | 41937                            | Канаверал, SLC-41                | Успех                            |
| 4                                | SBIRS-GEO-4                      | USA-282                          | 20 января 2018                   | Атлас-5 411 AV-076               | 2018-009A                        | 43162                            | Канаверал, SLC-41                | Успех                            |
| 5                                | SBIRS-GEO-5                      | USA-315                          | 18 мая 2021                      | Атлас-5 421 AV-091               | 2021-042A                        | 48618                            | Канаверал, SLC-41                | Успех                            |
| 6                                | SBIRS-GEO-6                      |                                  | 2022 (план)                      | Атлас-5 421                      |                                  |                                  |                                  |                                  |

#### SBIRS-HEO
Компонент SBIRS-HEO реализовывается на основе инфракрасного оборудования, которое в качестве дополнительной полезной нагрузки устанавливается на американские военные разведывательные спутники типа Jumpseat и Trumpet.
| 1 | SBIRS-HEO-1 | USA-184 (NROL-22) | 28 июня 2006     | Дельта-4 М+(4,2) D317 | 2006-027A | 29249 | База Ванденберг, SLC-6  | Успех |
| 2 | SBIRS-HEO-2 | USA-200 (NROL-28) | 13 марта 2008    | Атлас-5 411 AV-006    | 2008-010A | 32706 | База Ванденберг, SLC-3E | Успех |
| 3 | SBIRS-HEO-3 | USA-259 (NROL-35) | 13 декабря 2014  | Атлас-5 541 AV-051    | 2014-081A | 40344 | База Ванденберг, SLC-3E | Успех |
| 4 | SBIRS-HEO-4 | USA-278 (NROL-42) | 24 сентября 2017 | Атлас-5 541 AV-072    | 2017-056A | 42941 | База Ванденберг, SLC-3E | Успех |

### SBIRS Low

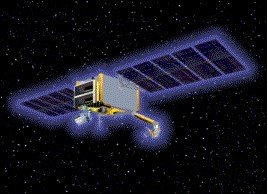
SBIRS Low

В рамках программы SBIRS Low предполагалось создать группировку из 24-х низкоорбитальных спутников, предназначенных для отслеживания баллистических ракет, выявления боеголовок, ложных целей на различных участках полёта. Программа должна была начать развёртывание в 2010 году, но была свёрнута.
В 2001 году на основе данной системы под управлением Агентства противоракетной обороны США (англ. Missile Defense Agency — сокр. MDA) для нужд Национальной системы защиты от баллистических ракет (англ. National ballistic missile defense system — сокр. BMDS) была создана новая программа — STSS (англ. Space Tracking and Surveillance System — Космическая система слежения и видеонаблюдения).
В рамках программы STSS в 2009 году для демонстрации предложенной технологии были запущены спутники STSS-ATRR (USA-205), STSS Demo 1 (USA-208), STSS Demo 2 (USA-209).

### Наземный сегмент
Наземный сегмент комплекса SBIRS включает два центра управления: основной (сокр. MCS — от англ. Mission Control Station) на авиабазе Бакли (англ. Buckley Air Force Base) близ города Орора (штат Колорадо) и резервный (сокр. MCSB — от англ. Mission Control Station Backup) на авиабазе Шривер (англ. Schriever Air Force Base) близ города Колорадо-Спрингс (штат Колорадо).
Также станция JTAGS (сокр. от англ. Joint Tactical Ground Station — букв. Совместная тактическая наземная станция) обеспечивает приём данных от систем программы SBIRS.